# Новобахмутівська сільська рада
| Новобахмутівська сільська рада — колишній орган місцевого самоврядування у Ясинуватському районі Донецької області з адміністративним центром у c. Новобахмутівка. Сільській раді підпорядковані населені пункти: - c. Новобахмутівка |

## Склад ради
Рада складається з 12 депутатів та голови.

## Керівний склад сільської ради
| ПІБ                   | Основні відомості                                                         | Дата обрання | Дата звільнення |
| --------------------- | ------------------------------------------------------------------------- | ------------ | --------------- |
| Мацко Анна Олексіївна | Сільський голова, 0959 року народження, освіта, член Партії регіонів      | 26.03.2006   | 31.10.2010      |
| Мацко Анна Олексіївна | Сільський голова, 1959 року народження, освіта вища, член Партії регіонів | 31.10.2010   |                 |

Примітка: таблиця складена за даними джерела